# ۲مس ۱۵۰۷–۱۶۲۷
۲مس ۱۵۰۷-۱۶۲۷ یک ستاره است که در صورت فلکی ترازو قرار دارد.